# Буковинский курень
Букови́нский куре́нь (укр. Буковинський курінь) — полувоенное формирование ОУН(м) (сторонников А. Мельника), сформированное в основном из украинцев, которые являлись выходцами из Буковины. Северная Буковина, где преобладало украинское население, входила в состав Румынии с 1919 по 1940 год и с 1941 по 1944 год, с 1940 по 1941 и с 1944 года — в составе СССР (до обретения Украиной независимости). Курень поддерживал тесные контакты с немецкими спецслужбами. Основателем и руководителем куреня был полковник Пётр Войновский.
Курень сформирован 2−3 августа 1941 г., присоединился к походным группам ОУН (мельниковцев) под кураторством Емельяна Сеника и Николая Сциборского, а после гибели последних — О. Ольжича и О. Зыбачинского. В это время по своей численности (ок. 2000 чел.) Буковинский курень превышал все «походные группы», вместе взятые. Официальная хроника и воспоминания очевидцев говорит о том, что основная часть куреня (700—900) вступила в Киев на пробном поезде, который первым с начала оккупации прибыл на киевский вокзал. Участники куреня вспоминали, что уже из окон поезда видели дым от пожара над Киевом.
Как считает историк Виталий Нахманович, утверждение, что Буковинский курень принимал участие в массовом уничтожении евреев в Бабьем Яру (конец сентября 1941 года), является спорным, поскольку из-за упомянутого выше переформирования украинских частей историки перепутали Буковинский курень с Киевским. Ряд источников независимо друг от друга говорят о прибытии куреня в Киев в начале октября, а в воспоминаниях одного из участников называется конкретная дата — 10 октября. Впрочем, другие историки предлагают иные интерпретации: в частности, не исключено, что разные походные группы куреня прибывали в Киев в разное время; кроме того, менее интенсивные расстрелы в Бабьем Яру продолжались и в дальнейшем.
В октябре-ноябре 1941-го Буковинский и Киевский курень были расформированы, а на их основе создано несколько батальонов Киевской вспомогательной полиции под командованием сотника П. Захвалынского.
Деятели Буковинского куреня приняли активное участие в формировании коллаборационистской администрации и «вспомогательной полиции» на территории Украины — так, О. Масикевич был бургомистром Николаева и др.
В конце 1941 г. Буковинский курень был распущен немцами за националистическую деятельность (отдельные историки предполагают, что это был лишь формальный повод убрать ненужных свидетелей, а другим закрыть рот), которая шла вразрез с политикой Э. Коха, рейхскомиссара Украины, некоторые члены были репрессированы, часть ушла в подполье, другие включены в состав 118 шуцманшафт батальона, который участвовал в уничтожении Хатыни и других карательных акциях. В августе 1944 г. соединение, созданное на основе бывших 115-го и 118-го батальонов, переброшенных на Западный фронт, перешло на сторону французских партизан (см. 115-й шуцманшафт батальон#2-й украинский батальон имени Тараса Шевченко).